# 미야다정 (나가노현)
미야다정(일본어: 宮田町)은 일본 나가노현 가미이나군에 있던 정이다. 현재의 미야다촌에 해당한다.

## 역사
- 1889년 4월 1일 - 정촌제 시행에 가미이나군 미야다촌이 단독으로 자치체를 형성하였다.
- 1954년
  - 1월 1일 - 정으로 승격해 미야다정이 되었다.
  - 1954년 7월 1일 - 아카호정, 나카자와촌, 이나촌과 합병해, 고마가네시가 성립하여, 동일 미야다정은 폐지되었다.

## 교통

### 철도
- 일본국유철도
  - 이다선

### 도로
- 국도 제153호선

## 참고문헌
- 角川日本地名大辞典 20 長野県